# ابی هویز
ابی هویز (هلندی: Abbey Hoes؛ زادهٔ ۲۰ مهٔ ۱۹۹۴) هنرپیشه اهل هلند است. وی از سال ۲۰۰۸ میلادی تاکنون مشغول فعالیت بوده‌است.